# Morgen (Herbert-Grönemeyer-Lied)
Morgen ist ein Lied des deutschen Pop-Rock-Musikers Herbert Grönemeyer aus dem Jahr 2014.

## Entstehung und Veröffentlichung
Das Lied wurde vom Interpreten selbst geschrieben und produziert. Bei der Produktion erhielt er Unterstützung durch Alex Silva.
Die Erstveröffentlichung von Morgen erfolgte als Single am 7. November 2014 bei Grönland Records. Diese erschien als digitale 2-Track-Single mit der B-Seite Unser Land (Katalognummer: 00602547076199). Am 21. November 2014 erschien das Lied als Teil von Dauernd jetzt (Katalognummer: 060254704667), dem 15. Studioalbum von Grönemeyer.

## Inhalt
Der Liedtext handelt vom lyrischen Ich, das mögliche Zweifel seines Gegenüber ihrer Liebe ausräumen will, indem es Suggestivfragen stellt.

„Wirst Du morgen noch mit mir tanzen?

Bleibst Du in Deiner Liebe fest?

Wirst Du Dich für mich verwenden?

Bestehen wir zusammen jeden Test.“

## Musikvideo
Im Video spielt der Schauspieler Lars Eidinger die Hauptrolle. Er fährt müde mit großen und trockenen Augen mit einem Pick-up-Truck, der ein kaputtes Rücklicht hat, an einer Brandenburger Tankstelle startend, durch das Berliner Umland herumfahren. Bis September 2024 zählte das Musikvideo über 239 Tausend Aufrufe auf der Videoplattform YouTube.

## Chartplatzierungen
| ChartsChartplatzierungen | Höchstplatzierung | Wochen |
| ------------------------ | ----------------- | ------ |
| Deutschland (GfK)        | 5 (6 Wo.)         | 6      |
| Österreich (Ö3)          | 8 (5 Wo.)         | 5      |
| Schweiz (IFPI)           | 12 (6 Wo.)        | 6      |